# Bossiaea scolopendria
Bossiaea scolopendria är en ärtväxtart som först beskrevs av Henry Charles Andrews, och fick sitt nu gällande namn av James Edward Smith. Bossiaea scolopendria ingår i släktet Bossiaea och familjen ärtväxter. Inga underarter finns listade i Catalogue of Life.